# Huta miedzi Phoenix
Huta miedzi Phoenix – huta rud miedzi położona w Baia Mare w Rumunii. Z powodu zanieczyszczeń i kwaśnych deszczów zdecydowano się na budowę 351,5-metrowego komina będącego najwyższą budowlą w Rumunii i trzecim co do wysokości kominem w Europie.